# Carey Wilson (Drehbuchautor)

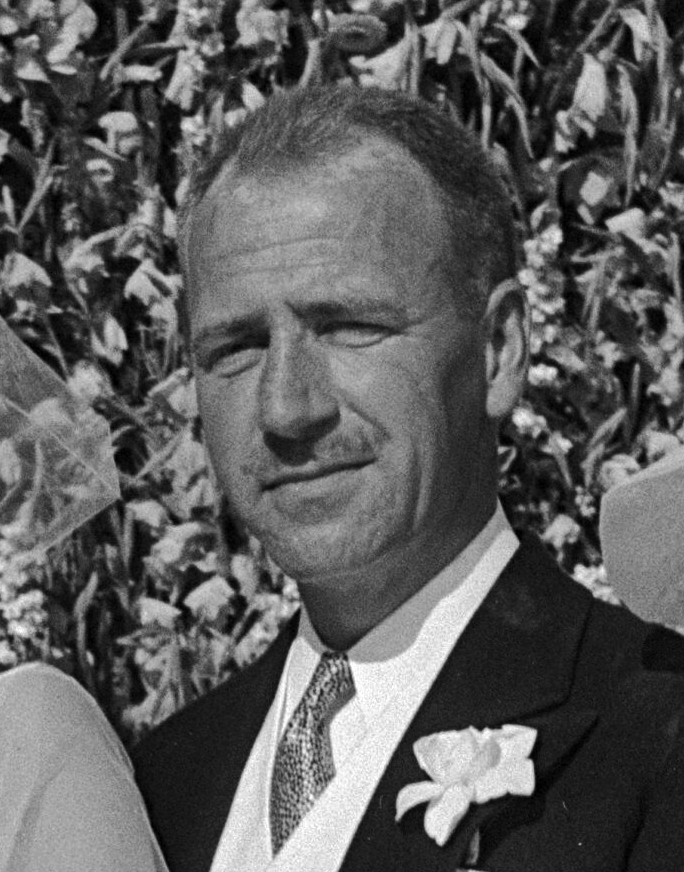
Carey Wilson (1934)

Carey Wilson (* 19. Mai 1889 in Philadelphia, Pennsylvania; † 1. Februar 1962 in Hollywood, Los Angeles, Kalifornien) war ein US-amerikanischer Drehbuchautor und Filmproduzent, der bei der Oscarverleihung 1936 für den Film Meuterei auf der Bounty (1935) für den Oscar für das beste adaptierte Drehbuch nominiert war.

## Leben
Carey Wilson begann seine Laufbahn in der Filmwirtschaft Hollywoods 1920 als Drehbuchautor des Films A Woman’s Business und verfasste bis 1946 die Vorlagen für über 70 Filme, wie zum Beispiel Ben Hur (1925), Die Fahrt ins Feuer (1928) und Mister Gardenia Jones (1942). Am 4. Mai 1927 gehörte er zu den 36 Mitgründern der Academy of Motion Picture Arts and Sciences (AMPAS), die seit 1929 jährlich den Oscar vergibt. Daneben war er ab 1927 auch als Filmproduzent tätig und produzierte nach seinem Debütfilm Spanisches Blut bis 1958 30 Filme, darunter Das Liebesleben der schönen Helena (1927), More About Nostradamus (1940), Im Netz der Leidenschaften (1946), Taifun (1947) und Scaramouche, der galante Marquis (1952).
Bei der Oscarverleihung 1936 war er zusammen mit Jules Furthman und Talbot Jennings für den Film Meuterei auf der Bounty (1935) für den Oscar für das beste adaptierte Drehbuch nominiert. Wilsons markante Stimme trug dazu bei, dass er zwischen 1936 und 1955 auch als Erzähler an weiteren 40 Filmen, darunter The Great Heart (1938) und Prophet Without Honor (1939), mitarbeitete. Für seine Verdienste um die Filmwirtschaft Hollywoods erhielt er am 8. Februar 1960 einen „Stern“ auf dem Hollywood Walk of Fame, der sich unter der Anschrift 6301 Hollywood Blvd. befindet.
Von 1934 bis zu seinem Tod im Jahr 1962 war er mit der Schauspielerin Carmelita Geraghty (1901–1966) verheiratet. Aus einer vorhergehenden Ehe stammen zwei Kinder. Sein Grab befindet sich auf dem Hollywood Forever Cemetery in Los Angeles.

## Filmografie (Auswahl)

### Drehbuchautor
- 1920: A Woman’s Business
- 1924: Verwöhnte junge Damen (Empty Hands)
- 1924: Der Mann, der die Ohrfeigen bekam (He Who Gets Slapped)
- 1924: Liebesurlaub einer Königin (Three Weeks)
- 1924: Der Garten der Sünde (Sinners in Silk)
- 1925: Der Seekadett (The Midshipman)
- 1925: Die Tänzerin von Moulin-Rouge (The Masked Bride)
- 1925: Ben Hur (Ben-Hur: A Tale of the Christ)
- 1926: Monte Carlo
- 1927: Spanisches Blut (The Sea Tiger)
- 1927: Susannes erstes Abenteuer (Naughty But Nice)
- 1927: Die gestohlene Braut (The Stolen Bride)
- 1927: Was eine schöne Frau begehrt (The American Beauty)
- 1927: Das Liebesleben der schönen Helena (The Private Life of Helen of Troy)
- 1928: Die Fahrt ins Feuer (The Awakening)
- 1928: Zeit des Flieders (Lilac Time)
- 1929: Geraldine
- 1932: Arsene Lupin, der König der Diebe (Arsene Lupin)
- 1932: Faithless
- 1933: Zwischen heut und morgen (Gabriel Over the White House)
- 1933: Bier her! (What! No Beer?)
- 1934: Sequoia – Herrin der Wildnis (Sequoia)
- 1935: Meuterei auf der Bounty (Mutiny on the Bounty)
- 1937: The Boss Didn’t Say Good Morning
- 1942: Mister Gardenia Jones (Dokumentarfilm)
- 1946: Bikini, the Atom-Island (Dokumentarfilm)

### Produzent
- 1927: Spanisches Blut (The Sea Tiger)
- 1927: Die gestohlene Braut (The Stolen Bride)
- 1927: Was eine schöne Frau begehrt (The American Beauty)
- 1927: Das Liebesleben der schönen Helena (The Private Life of Helen of Troy)
- 1938: Love Finds Andy Hardy
- 1940: More About Nostradamus
- 1940: A Failure At Fifty
- 1944: Three Men in White
- 1945: Between Two Women
- 1946: Im Netz der Leidenschaften (The Postman Always Rings Twice)
- 1947: Dark Delusion
- 1947: Taifun (Green Dolphin Street)
- 1949: Schicksal in Wien (The Red Danube)
- 1950: Wilde Jahre in Lawrenceville (The Happy Years)
- 1952: Scaramouche, der galante Marquis (Scaramouche)
- 1958: This Is Russia! (Dokumentarfilm)